# ماري إيف بللوتيه
ماري إيف بللوتيه (بالإنجليزية: Marie-Ève Pelletier) مواليد 18 مايو 1982 في مدينة كيبك، كندا، هي لاعبة كرة مضرب كندية سابقة بدأت مسيرتها كمحترفة سنة 1998 وكانت تلعب باليد اليمنى، اعتزلت اللعب في يناير 9, 2013. أعلى تصنيف لها في الفردي كان المركز الـ 106 في سنة 2005. أعلى تصنيف لها في الزوجي كان المركز الـ 54 في سنة 2010.

## روابط خارجية
- ماري إيف بللوتيه على موقع رابطة محترفات التنس (الإنجليزية)
- ماري إيف بللوتيه على موقع الاتحاد الدولي لكرة المضرب (الإنجليزية)
- ماري إيف بللوتيه على موقع كأس بيلي جين كينغ (الإنجليزية)
- ماري إيف بللوتيه على موقع خلاصة التنس.كوم (الإنجليزية)